# Tomáš Mrva
Tomáš Mrva (* 6. dubna 1989, v Myjavě) je slovenský fotbalový obránce, v současnosti bez angažmá.

## Fotbalová kariéra
Svou fotbalovou kariéru začal v Brezová pod Bradlom. Mezi jeho další angažmá patří: TJ Spartak Myjava, MFK Dubnica, Brøndby IF, SK Dynamo České Budějovice, TJ Baník Ružiná a MFK Dolný Kubín.